# Сарт-Лобово
Сарт-Лобово (баш. Һарт-Лабау) — село в Иглинском районе Республики Башкортостан Российской Федерации. Входит в состав Уктеевского сельсовета.

## География

### Географическое положение
Расположено на левом берегу Лобовки в 4 км от центра сельсовета Минзитарово, в 7 км к северо-востоку от Иглино и в 30 км от Уфы. В селе и окрестностях находится множество мелких бессточных озёр.
Вблизи села проходит автодорога Уфа — Иглино — Павловка. Ближайшая ж.-д. платформа Чуваши (на линии Уфа — Челябинск) находится в 4 км к юго-востоку от села.

## Население
| 2002 | 2009 | 2010 |
| ---- | ---- | ---- |
| 424  | ↘417 | ↗423 |

Национальный состав
Согласно переписи 2002 года, преобладающая национальность — башкиры (99 %).

## Религия
В селе есть мечеть.